# Quartier des Grandes-Carrières
Quartier des Grandes-Carrières är Paris 69:e administrativa distrikt, beläget i artonde arrondissementet. Distriktet är uppkallat efter Carrières de Montmartre, Montmartres stenbrott, där man bland annat bröt en typ av gips.
Artonde arrondissementet består även av distrikten Clignancourt, Goutte-d'Or och Chapelle.

## Sevärdheter
- Sainte-Geneviève des Grandes-Carrières
- Saint-Jean de Montmartre
- Cimetière de Montmartre
- Avenue Junot
- Maison Tristan Tzara
- Montmartre
- La Maison Rose

## Bilder
| - De fyra administrativa distrikten i Paris artonde arrondissement. - Sainte-Geneviève des Grandes-Carrières. - Saint-Jean de Montmartre. |

| - Maison Tristan Tzara. - La Maison Rose. |

## Kommunikationer
- Tunnelbana – linje  – Lamarck – Caulaincourt